# Gunzi Heil

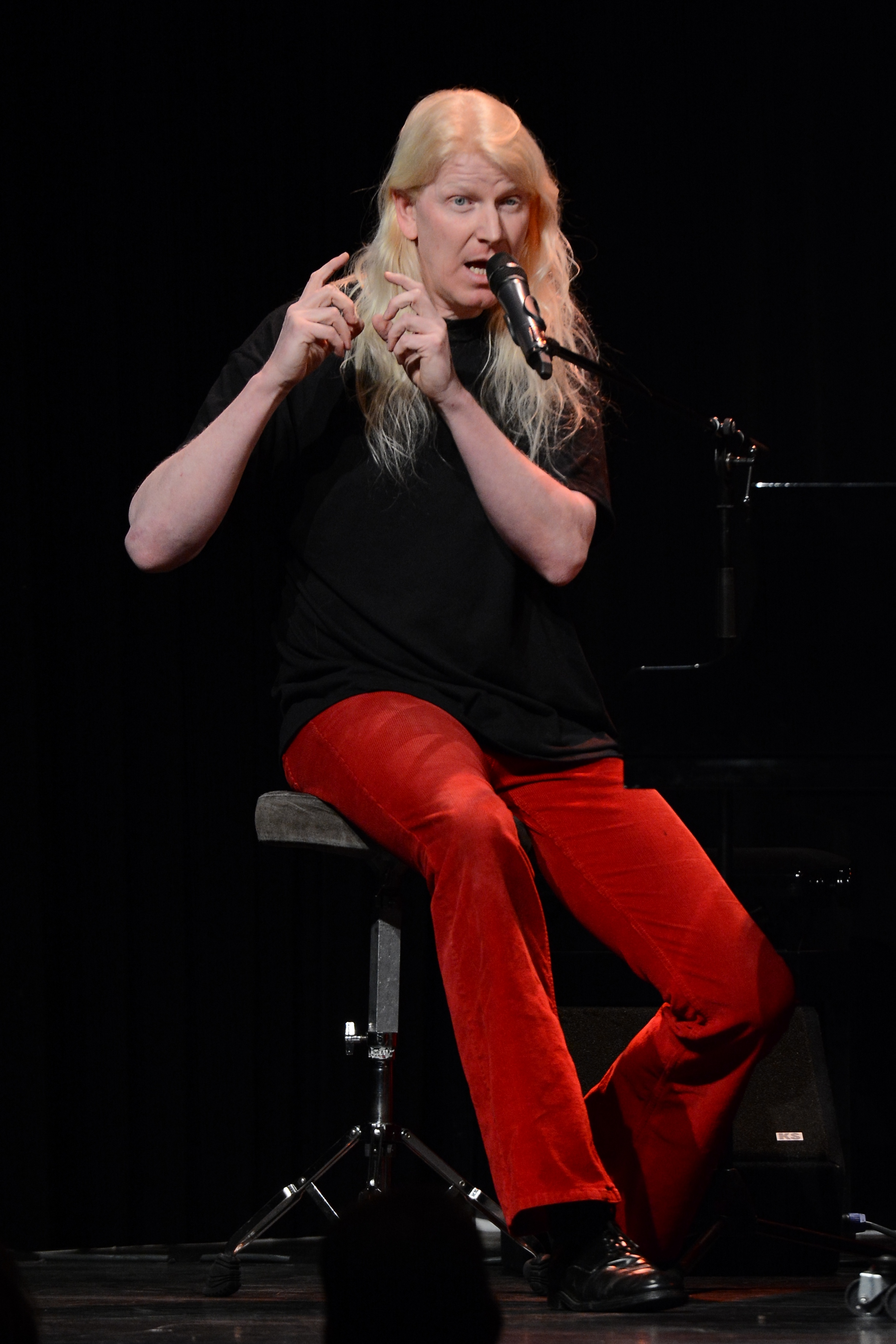
Gunzi Heil (2014)

Gunzi Heil (* in Grünwinkel) ist ein deutscher Musiker, Kabarettist und Literat. Mit Marcus Dürr bildet er das Ensemble „Die Poppets“, in der Show „Blond 2 - Frisch getönt“ steht er seit Jahren mit Annette Postel und Joe Völker auf der Bühne.

## Leben
Heil besuchte die Grundschule in Grünwettersbach und das Gymnasium in Langensteinbach und nahm Klavierunterricht.
Er studierte nach dem Abitur an der Universität Karlsruhe, wo er im Jahr 2000 seinen Abschluss in Literaturwissenschaft, Philosophie und Kunstgeschichte machte. Nach 26 Semestern beendete er sein Studium mit einer Magisterarbeit über Timm Ulrichs' konkrete Poesie auf dem Weg zur Konzeptkunst.
Der zweifache Vater wohnt mit seiner Familie in Grünwettersbach.

## Werke
- 2001: erste Solo-CD „Wem die Ode leuchtet“ mit Liveaufnahmen aus dem Tollhaus
- 2003: CD für Das Fest mit dem legendären Hügel-Song
- 2005: CD „rum und num“ (in Zusammenarbeit mit Harald Hurst)
- 2006: CD „Märchenstunden in 100 Sekunden“

## Ehrungen
- 2001: Kleinkunstpreis Baden-Württemberg
- 2001: Straßentheaterpreis der Stadt Koblenz
- 2005: Pamina-Kulturpreis
- 2017: Bottroper FrechDax